# Esteban Valencia Reyes
Esteban Cristóbal Valencia Reyes (Colina, Chile, 13 de agosto de 1999) es un futbolista chileno. Juega como Mediocampista en Ñublense de la Primera División de Chile. Es hijo del exfutbolista y entrenador Esteban Valencia.

## Carrera
Formado en Universidad de Chile, es un jugador que se caracteriza por su orden táctico y su despliegue físico. Estuvo a préstamo en San Marcos de Arica el año 2018 y desde el año 2019 esta a préstamo en Unión La Calera.

## Estadísticas
| Club                        | Div              | Temporada        | Liga  | Liga  | Copas nacionales | Copas nacionales | Torneos internacionales | Torneos internacionales | Total | Total |
| Club                        | Div              | Temporada        | Part. | Goles | Part.            | Goles            | Part.                   | Goles                   | Part. | Goles |
| --------------------------- | ---------------- | ---------------- | ----- | ----- | ---------------- | ---------------- | ----------------------- | ----------------------- | ----- | ----- |
| San Marcos de Arica · Chile | 2.ª              | 2018             | 13    | 2     | 3                | 0                | 0                       | 0                       | 16    | 2     |
| San Marcos de Arica · Chile | Total club       | Total club       | 13    | 2     | 3                | 0                | 0                       | 0                       | 16    | 2     |
| Unión La Calera · Chile     | 1.ª              | 2019             | 3     | 0     | 1                | 0                | 0                       | 0                       | 4     | 0     |
| Unión La Calera · Chile     | 1.ª              | 2020             | 30    | 4     | 0                | 0                | 5                       | 0                       | 35    | 4     |
| Unión La Calera · Chile     | 1.ª              | 2021             | 23    | 1     | 0                | 0                | 5                       | 0                       | 28    | 0     |
| Unión La Calera · Chile     | 1.ª              | 2022             | 11    | 1     | 0                | 0                | 5                       | 1                       | 16    | 2     |
| Unión La Calera · Chile     | 1.ª              | 2023             | 0     | 0     | 0                | 0                | —                       | —                       | 0     | 0     |
| Unión La Calera · Chile     | Total club       | Total club       | 67    | 6     | 1                | 0                | 15                      | 1                       | 83    | 7     |
| Total en carrera            | Total en carrera | Total en carrera | 80    | 8     | 4                | 0                | 15                      | 1                       | 99    | 9     |
| 1. 2. 3.                    |                  |                  |       |       |                  |                  |                         |                         |       |       |